# Cro (rapper)

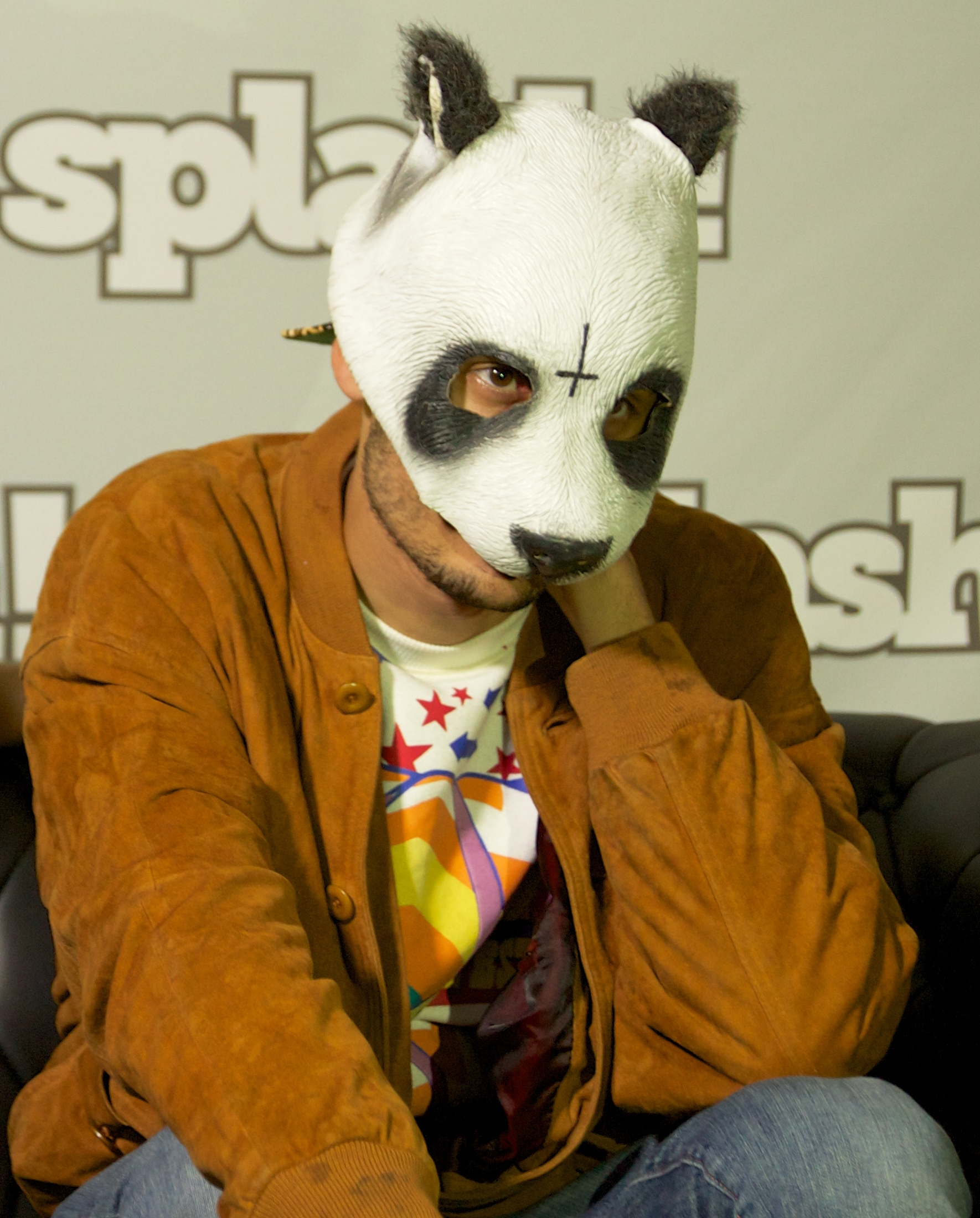
Cro (2012)

Cro (pseudoniem van Carlo Waibel) is een Duitse rapper, muziekproducent en ontwerper die onder het label Chimperator Productions werkt. Cro zijn muziek is een combinatie van rap- en pop-muziek, een muziekstijl die hij zelf bestempelt als "Raop". De rapper is, voornamelijk in Duitstalige landen, bekend van de hits Traum, Easy, Du, Einmal um die Welt en Whatever. Cro kenmerkt zich door het dragen van een pandamasker.
Cro zijn carrière begon in 2009 toen hij de gratis mixtape Trash uitbracht. In 2011 volgde een tweede genaamd Meine Musik, ook deze mixtape was gratis online te verkrijgen. Beide mixtapes bestonden grotendeels uit nummers die gesampled waren van Amerikaanse rappers waar Cro eigen, Duitse, teksten overheen rapte.
Cro werd gespot door de Duitse rapper Kaas, die besloot Cro voor te stellen aan de directeur van het label Chimperator Productions. In oktober 2011 maakte het label op YouTube bekend dat het Cro had getekend. In november van dat jaar kwam Cro's eerste videoclip uit: Easy. De video werd in de maanden daarna ongeveer 12 miljoen keer bekeken op YouTube en Easy werd een hit in Duitstalige landen. In Duitsland reikte de plaat tot nummer twee in de hitlijst, in Oostenrijk kwam het nummer tot de vier positie.
In juli 2012 kwam Cro's eerste album uit genaamd Raop. De populairste single van het album was Du. Ook dit nummer reikte tot de tweede positie in de Duitse hitlijst.
In de zomer van 2013 kwam er een nieuwe mixtape uit genaamd Sunny. Deze was gratis te downloaden op de website van Chimperator.
Op 9 mei 2014 kwam er een nieuwe single uit genaamd Traum. Dit was de eerste single van Cro's nieuwe album genaamd Melodie. Traum werd een nummer 1-hit in zowel Duitsland, Oostenrijk als Zwitserland. Melodie bereikte uiteindelijk ook de eerste plaats in de albumhitlijst van alle drie deze landen.

## Kleding
Cro ontwierp in 2013 zijn eigen collectie voor H&M, met 10 items voor dames en 10 items voor mannen. Tevens heeft Cro een eigen kledinglijn genaamd Vio Vio.
- Gemeinsame Normdatei: 1024834743
- International Standard Name Identifier: 0000 0003 7582 0209
- Library of Congress Control Number: no2016011382
- MusicBrainz: b2ea6506-645e-4935-8d82-84c3a95fe7f0
- Système universitaire de documentation: 254589480
- Virtual International Authority File: 252520935
- WorldCat: E39PBJdcvBcbF9g44HdTCwxYyd